# ناوشيما
ناوشيما هي بلدة في اليابان، تقع في مقاطعة كاغاوا، بلغ عدد سكانها 3,075 نسمة وذلك حسب إحصائيات سنة 2018، تبلغ مساحتها 14.22 كيلومتر مربع.

## التقسيمات الإدارية
- مقاطعة أيوتا، كاغاوا  [لغات أخرى]‏
- أوتازو  [لغات أخرى]‏.